# Tricalysia kivuensis
Tricalysia kivuensis är en måreväxtart som beskrevs av Elmar Robbrecht. Tricalysia kivuensis ingår i släktet Tricalysia och familjen måreväxter. Inga underarter finns listade i Catalogue of Life.